# Les Années (roman de Virginia Woolf)
Pour les articles homonymes, voir Les Années.
Les Années (The Years) est un roman de Virginia Woolf publié en 1937 et pour la première fois en France en 1938 sous le titre Années (jusqu'en 1985). Il s'agit du dernier roman qu'elle a publié de son vivant. Celui-ci retrace l'histoire de la famille Pargiter des années 1880 aux « temps présents » des années 1930.

## Éditions françaises
- 1938 : Années, Virginia Woolf ; Traduit par Germaine Delamain. Préface de René Lalou, Paris : Delamain et Boutelleau, 407 p. (BNF 31667623)
- 1985 : Années, Virginia Woolf ; Paris : Librairie générale française, Collection : Le Livre de poche ; 3057. Biblio, 441 p.,  (ISBN 2-253-03591-2) (BNF 34777794)
- 2004 : Les Années, Virginia Woolf ; Traduit par Germaine Delamain ; rev. par Colette-Marie Huet, Paris : Mercure de France, Collection : Bibliothèque étrangère, 451 p.,  (ISBN 2-7152-2523-7) (BNF 39268705)